# 乔特考
乔特考，是匈牙利科马罗姆-埃斯泰尔戈姆州所辖的一个村。总面积17.77平方公里，总人口255，人口密度14.4人/平方公里（2011年1月1日）。